# 伊智提哈德

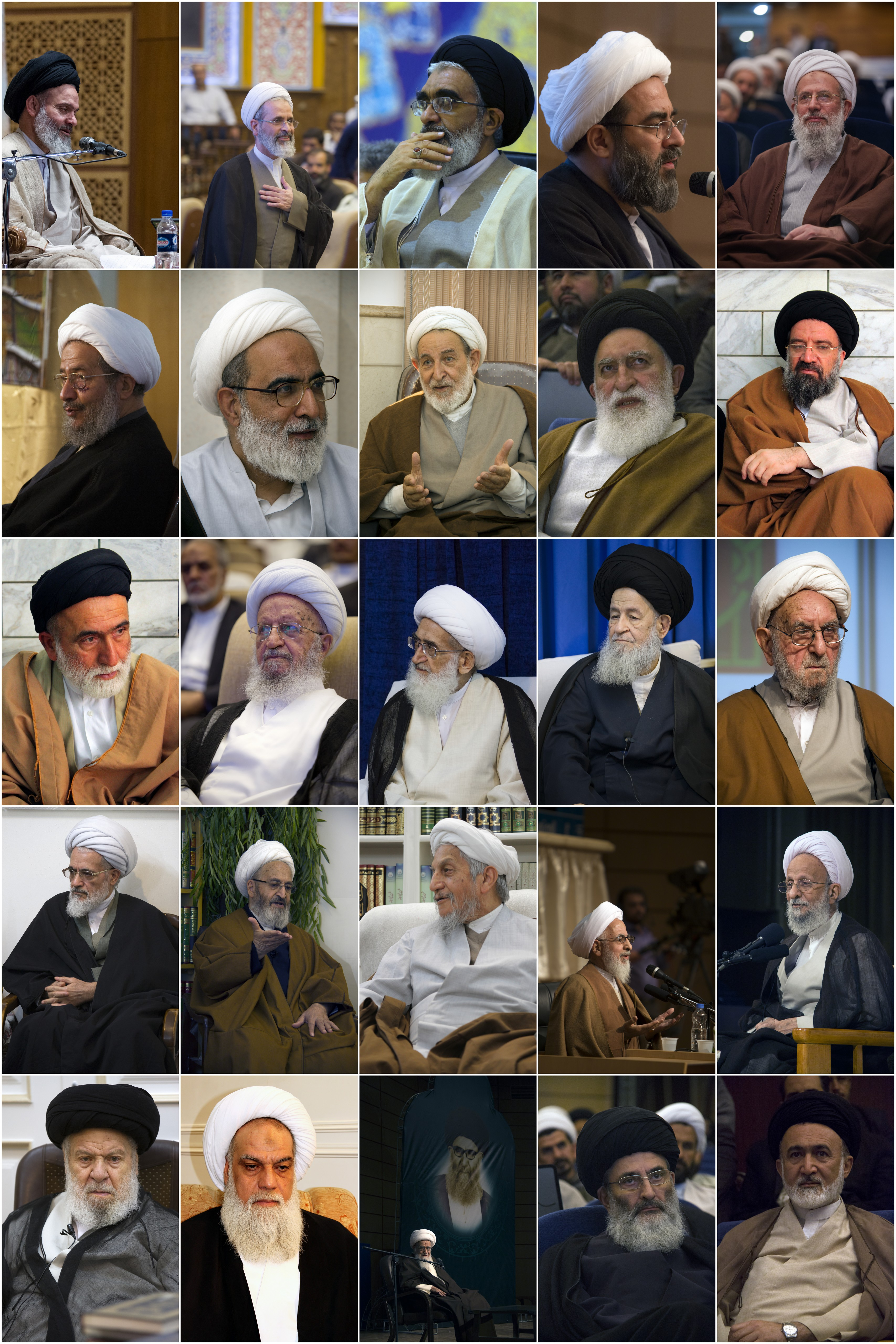

伊智提哈德（阿拉伯语：‎；波斯語：‎；iğtihād）是伊斯蘭教法的專有名詞，形容單獨詮釋法源（古蘭經和聖行）來作出法律裁決的進程。有资格通过伊智提哈德来解读教法的伊斯兰学者（乌理玛）则被称为“穆智台希德”。與其相反的是塔格利德（taqlid），即阿拉伯語裡的「模仿」。
伊智提哈德與什葉派賈法里派緊密相連。諸如約瑟·沙赫特（Joseph Schacht）等學者認同「伊智提哈德之門」在10世紀的遜尼派法學（費格赫）裡已被「關閉」，意味著伊智提哈德不在遜尼派當中實行。一些伊斯蘭法律的現代學者（如瓦埃勒·哈拉格）表示雖然遜尼派穆斯林更看重塔格利德，但伊智提哈德也成為了遜尼派傳統裡的重要部分。

## 語源
伊智提哈德一詞來自j（Gimel）、h（He）、d（Dalet）三個阿拉伯字母（ج-ﻫ-د；jahada），與聖戰（Jihad）一詞同源，由於這是第七類派生動詞，故字詞裡加上了「t」。這兩個詞語都共享一個字源，而兩者的意思都與鬥爭拉上關係。在第七類派生動詞裡，伊智提哈德是指經過深思熟慮而「獨自鬥爭」。伊智提哈德是推理論證的方式，不相信傳統的法理學派（麥茲海布）。

## 歷史
古蘭經稱安拉下令「進行伊智提哈德」。
在早期，伊智提哈德廣泛應用在伊斯蘭法律裡，並與法爾薩法結合在一起，但隨後漸漸不再實行，這主要是受到艾什爾里（一個神學派別）神學家的影響，他們認為安薩里時代以來的法律判決因過度自信而導致失誤，安薩里是艾什爾里的思想家，他的作品《哲學家的矛盾》（The Incoherence of the Philosophers）代表著這一個觀點。
對於安薩里有否奉行或導致了所謂的「關閉伊智提哈德的大門」。有言論稱這種現象在12世紀開始發生，正值聖訓拍板定案後的多個世紀。約瑟夫·沙赫特（Joseph Schacht）說道：「那時逐漸達成了共識，就是沒有人被認為具備獨立推論教法的資格，以後的行為也離不開教條定下來的解述、運用和說明。」這一論說近來受到學者瓦埃納·哈拉格（Wael Hallaq），他的著作裡寫道當時仍有少部分人認為「關閉伊智提哈德的大門」是不正確的，稱一個合資格的學者必須具有實施伊智提哈德的權利。
顯然的是，在10世紀以後，伊斯蘭法律文獻裡仍有對伊智提哈德的探討，而艾什爾里的支持者則繼續與穆爾太齊賴派爭辯其應用。
阿麥迪（Al-Amidi）在他的著作裡提到伊智提哈德的十二常見爭論，包括先知是否倚靠伊智提哈德和有否允許穆智台希德（教法闡釋人）行使塔格利德。
在伊斯蘭的政治理論裡，伊智提哈德是哈里發不可或缺的資格。安薩里認為這個資格是可以分配的，其行使權可以由阿訇委辦。
諷刺的是，法律上不再應用伊智提哈德似乎對哲學和科學的發展造成損失。許多史學家認為1492年安達盧斯陷落前的穆斯林社會已停滯不前，此後穆斯林的作品被翻譯，並利用改良的方法促成文藝復興，而穆斯林卻不再在他們的日常生活當中使用這些方法。

## 穆智台希德的資格
穆智台希德是指伊斯蘭學者，他們在實際情況下有運用伊智提哈德闡釋沙里亞法規的能力。在一些伊斯蘭信仰裡，伊智提哈德可以是專屬沙里亞法規某個領域的專家，如經濟和家庭法律等。
阿布·侯賽因·巴士里（Abu’l Husayn al-Basri）在他的著作裡介定了成為穆智台希德的資格，並受到後世的遜尼派學者認可，當中包括安薩里。這些資格可以概括為兩個類別：沙里亞法規目的的理解程度及其來源和演繹方法的知識，包括：
- 通曉阿拉伯語，可以正確地理解古蘭經，並且能識別阿拉伯語當中微妙的差別，使之具有從「清晰和彎曲的文字」和聖行裡勾勒出準確的推論。
- 對古蘭經的麥加篇章和麥地那篇章具有一定的認識，包括篇章裡的啟示和廢止的影響；通諳當中的法律篇章（安薩里指法律篇章涉及約500節），而不一定要對當中的故事和寓言有深入的認識，但須具備從中推斷法律的能力；對章節的古典評論須具備一定的認識，特別是薩哈巴的觀點。
- 須對聖行具備一定的認識，特別是關於所屬專門領域的聖行；通曉聖訓的可靠性及識別其可靠性的強弱；對廢止法律的影響要有徹底的認識，區分一般和特殊、絕對和有限度的情況，有指伊智提哈德需要認識400000個聖訓。
- 有能力驗證薩哈巴、繼承者、主要伊瑪目和伊智提哈德的共識（伊制瑪爾），特別是涉及其所屬專門領域。此外，伊智提哈德還要熟知沒有共識的論題。
- 對格雅斯（Qiyas，類比推理）的法則和過程要有徹底的認識，使之可處理沒有先例的個案。
- 了解沙里亞法規涉及「考慮公眾利益」的宗旨，包括五功對「生命、宗教、理智、世系和財產」的保障，還須知道沙里亞法規解讀的一般格言，包括「移除困難」和在不必要的死板和過於放任之間取得平衡。
- 必須履行其傳道的內容，其判決須得到人民的信任。

## 現代應用
居住在西方的穆斯林多數遵從世俗法律，而不是伊斯蘭法律。在這種情況下，伊智提哈德純粹是空泛和理論性的手段，沒有任何法律效力。
保守派穆斯林認為大部分穆斯林沒有接受過法源方面的訓練，不能運用伊智提哈德，他們認為那些在學者手下學習過多年的宗教人士才可運用伊智提哈德。不過，伊斯蘭自由運動爭論任何穆斯林均可實施伊智提哈德，他們認為伊斯蘭教當中沒有公認的宗教階級或官僚組織。
在政治光譜的另一端，許多伊斯蘭原教旨主義者傾向於重新啟用伊智提哈德，但不是朝著自由的方向。